# تان وايت
تان وايت (بالإنجليزية: Tan White)‏ مواليد 27 سبتمبر 1982 في توبيلو، هي لاعبة كرة سلة أمريكية. بدأت مسيرتها الاحترافية في سنة 2005. تم اختيارها من قبل فريق إنديانا فيفر خلال الدرافت. يبلغ طولها 5 قدم 7 بوصة (1.7 م).

## المسيرة الاحترافية
لعبت مع إنديانا فيفر من سنة 2005 إلى 2008، ثم لعبت مع كونيتيكت صن من سنة 2009 إلى 2013، ثم لعبت مع مينيسوتا لينكس في سنة 2014.

## روابط خارجية
- تان وايت على موقع الاتحاد الوطني لكرة السلة النسائية (الإنجليزية)
- تان وايت على موقع كرة السلة الأوروبية.كوم (الإنجليزية)
- تان وايت على موقع كلية كرة السلة في سبورتس رفرنس.كوم (الإنجليزية)
- تان وايت على موقع بروبوليرز (الإنجليزية)
- تان وايت على موقع سبورتس رفرنس (الإنجليزية)